# Neocalyptis platytera
Neocalyptis platytera es una especie de polilla del género Neocalyptis, categorizada en la tribu Archipini, de la subfamilia Tortricinae.

## Distribución
Se distribuye por Indonesia.

## Taxonomía
Fue descrita por Diakonoff en 1983 y publicada en (Clepsis), Zool. Verh. Leiden 204: 117.